# Britská heraldika

Znak Velké Británie

Britská heraldika je jedna z nejrozšířenějších a nejvyspělejších heraldik na světě a do značné míry je ovlivněna francouzskou heraldikou. Je rozšířená na celých Britských ostrovech a v bývalých Britských koloniích.

## Rozdělení
Britská heraldika se dělí na:
- Anglickou heraldiku – užívá se v Anglii a ve Walesu; je řízená heroldií College of Arms
- Skotskou heraldiku – užívá se ve Skotsku; je řízená králem heroldů Lord Lyon King of Arms
- Irskou heraldiku
  - Heraldika Irské republiky – je řízena heroldem Chief Herald of Ireland
  - Heraldika Severního Irska – spadá pod anglického herolda Norroy and Ulster King of Arms
- Britskou koloniální heraldiku

## Anglická heraldika

Znak Anglie

Znak Walesu

Francouzská nadvláda od roku 1066 ovlivnila anglickou heraldiku natolik, že francouzština v ní zůstala hlavním jazykem až dodnes. Kolem roku 1400 byla sice snaha udělat hlavním jazykem angličtinu, ale ten ztroskotal.

## Skotská heraldika

Znak Skotska

Ve Skotské heraldice je daleko přísnější a složitější systém než v Anglii. Lord Lyon King of Arms má velké pravomoci a není nikomu podřízen.

## Irská heraldika
Za anglické nadvlády nad Irskem spadala Irská heraldika pod anglického herolda a tak se od anglické skoro neliší.